# Office de la protection du consommateur
Pour les articles homonymes, voir OPC.
L’Office de la protection du consommateur est un organisme public constitué en vertu de la Loi sur la protection du consommateur du Québec. Il remplit divers mandats dont la surveillance de l’application de la LPC. Cette surveillance s’effectue principalement sur deux plans : une surveillance proactive de l’exécution de la loi, par la tenue d’enquêtes, d’inspections et de vérifications ainsi que la réception de plaintes de consommateurs. L’Office veille également à ce que le consommateur soit renseigné sur ses droits.
Ce rôle se traduit par des recherches, des publications diverses et des interventions médiatiques. L'Office assure principalement la défense des intérêts des consommateurs. Bien que l'Office ne puisse pas les représenter en cour dans le cadre d’un litige, l’organisme effectue des représentations auprès des instances gouvernementales.